# Sulfură de zinc
Sulfura de zinc este un compus anorganic cu formula chimică ZnS. Este principala formă de zinc care se găsește în natură, unde apare în principal sub forma mineralului sfalerit (blendă). Deși acest mineral este de obicei de culoare neagră, din cauza diferitelor impurități, în stare pură este alb și este utilizat pe scară largă ca pigment. În forma sa sintetică densă, sulfura de zinc poate fi transparentă și este utilizată ca filtru pentru optica în lumină normală și optica în infraroșu.

## Obținere
Sulfura de zinc este de obicei produsă din produse secundare provenite din alte aplicații. De exemplu, sinteza amoniacului din metan necesită eliminarea a priori a impurităților de hidrogen sulfurat din gazul natural, pentru care se utilizează oxidul de zinc. Acest proces de eliminare produce și sulfură de zinc:
{\displaystyle {\ce {ZnO + H2S -> ZnS + H2O}}}
Sulfura de zinc brută poate fi produsă la nivel de laborator prin arderea unui amestec de zinc metalic și sulf. Mai convențional, ZnS este preparat prin tratarea unei soluții ușor acide de săruri de Zn2+ cu hidrogen sulfurat:
Zn2+ + S2− → ZnS